# Joe Comfort
Joe Comfort, né le 18 juillet 1917 à Los Angeles où il est mort le 29 octobre 1988, est un contrebassiste de jazz américain.

## Biographie
La mère de Joe Comfort est originaire du Mississippi et a joué de l'orgue pour des films muets en noir et blanc. Son père, George Comfort, originaire de Natchez, était professeur de musique à l'Université d'État Alcorn. Son frère aîné, Joe George, est également chanteur, professeur de musique et acteur et a joué avec Dorothy Dandridge dans Porgy and Bess.
Né à Los Angeles, Joe Comfort grandit à Watts, un quartier du sud de Los Angeles, et apprend le trombone avec son père. Il commence sa carrière musicale avec les Woodman Brother qui, comme lui, sont de Watts. 
Dans les années 1940, il joue de la contrebasse dans le groupe de Lionel Hampton. Sideman (1941) du film L'amour vient en dansant avec Fred Astaire, il est en vedette sur March Milastaire (A-Stairable Rag), une chanson de Cole Porter qui contraste le rythme de la marche et du jazz. Mobilisé lors de la Seconde Guerre mondiale, il s'entraîne comme sergent à Fort Rucker en Alabama avant de servir en France. À son retour, il travaille avec Nat King Cole qu'il accompagne lors de nombreuses tournées à travers les États-Unis et l'Europe. Il figure sur de nombreux enregistrements, y compris le tube emblématique de Nat King Cole, Nature Boy. Séparément, il travaille aussi avec le guitariste de Cole, Oscar Moore. À partir des années 1950, il devient musicien de studio et enregistre des bandes sonores et de la musique pop avec Nelson Riddle, Frank Sinatra et Ella Fitzgerald. 
Comfort a joué dans de nombreuses boîtes de nuit à Los Angeles où il finit sa vie.
Charles Mingus dans son autobiographie Beneath the Underdog (en), écrit que lorsqu'il était enfant dans la section Watts de Los Angeles, Joe Comfort lui a appris à jouer de la contrebasse. La femme de Joe, Mattie, a inspiré la Satin Doll de Duke Ellington.

## Discographie

### Sideman
avec Rosemary Clooney
- 1961 : Rosie Solves the Swingin' Riddle!
- 1963 : Love

avec Buddy Collette
- 1956 : Man of Many Parts (Contemporary)
- 1958 : Buddy Collette's Swinging Shepherds (EmArcy)

avec Ella Fitzgerald
- 1959 : Ella Fitzgerald Sings the George and Ira Gershwin Songbook
- 1963 : Ella Fitzgerald Sings the Jerome Kern Song Book
- 1984 : The Stockholm Concert, 1966 avec Duke Ellington

avec Gerald Wiggins
- 1953 : Gerald Wiggins Trio
- 1957 : Wiggin' with Wig
- 1961 : Relax and Enjoy It

avec Nancy Wilson
- 1960 : Something Wonderful
- 1963 : Broadway – My Way

autres
- 1954 : Musical Sounds Are the Best Sounds, Mel Tormé
- 1954 : The Oscar Moore Quartet with Carl Perkins, Oscar Moore
- 1955 : In the Land of Hi-Fi with Georgie Auld and His Orchestra, Georgie Auld (EmArcy)
- 1955 : It's All Over but the Swingin', Sammy Davis Jr. (Decca)
- 1956 : More Harry James in Hi-Fi, Harry James
- 1957 : Ernie Andrews, Ernie Andrews
- 1958 : Aspects, Benny Carter
- 1959 : Jump for Joy, Peggy Lee
- 1959 : T-Bone Blues, T-Bone Walker (Atlantic)
- 1960 : First, Oscar Pettiford
- 1961 : Al Hibbler Sings the Blues: Monday Every Day, Al Hibbler (Reprise)
- 1962 : Sarah + 2, Sarah Vaughan (Roulette)
- 1962 : Warm & Wild, Vic Dana
- 1964 : Sweets for the Sweet Taste of Love, Harry Edison (Vee-Jay)
- 1964 : Kenton / Wagner, Stan Kenton (Capitol)
- 1964 : Get Ready, Set, Jump!!!, Junior Mance (Capitol)
- 1965 : L-O-V-E, Nat King Cole (Capitol)
- 1967 : That Man, Robert Mitchum, Sings, Robert Mitchum (Monument)
- 1976 : Memoirs, Irving Ashby (Accent)[11]

### Posthume
- 2003 : Harry Edison Quartet at the Haig 1953, Harry Edison (Fresh Sound)